# Ella Koon
Ella Koon Yun-na (chinois : 官恩娜 ; cantonais Jyutping : gun1 jan1 naa4), née le 9 juillet 1979  à Tahiti en Polynésie française, est une compositrice-interprète et chanteuse de Cantopop de Hong Kong et actrice.

## Biographie

### Jeunesse et formation
Koon est née sur l'île de Tahiti, en Polynésie française, et est d'origine Hakka. Elle grandi à Hong Kong et fait ses études secondaires à Birmingham, en Angleterre. Koon est polyglotte et parle le hakka, le cantonais, l'anglais, le mandarin et un peu de français. Elle joue également du guzheng, un instrument de musique traditionnel chinois à 21 cordes, ainsi que de la guitare et du piano. 

### Vie privée
Elle a la nationalité hongkongaise et aussi française de par son lieu de naissancemais n'a pas demandé de passeport français avant d'atteindre l'âge adulte.
En septembre 2014, Koon est diagnostiquée d'une paralysie de Bell, qui rend le côté droit de son visage paralysé.
Koon et Juan-Domingo Maurellet, anesthésiste, se marient le 2 février 2015 à Hong Kong, ils ont un garçon Gabriel-Antonio, né le 4 octobre 2015.

## Carrière

### Mannequinat
Après avoir terminé ses études en Angleterre, Koon rentre à Hong Kong en 2000 où elle commence sa carrière de mannequin pour divers magazines, publicités et annonces. Le mannequinat devient alors sa profession à plein temps. En 2001, elle décroche son premier rôle au cinéma dans I Do. Après le film, elle continue à faire du mannequinat.

### Chanteuse
En 2004, elle est invitée à participer à une audition de chant, ce qui lui permet de décrocher un contrat avec Boombeat Music et de lancer sa carrière.
Ses premiers albums - Original, Ellacadabra (2005), Lose Sanity (2006) et l'EP Stages (2008) - ne sont pas été particulièrement acclamés.
Mais en participant à l'émission The Voice (Hong Kong) (en) (超級巨聲) en chantant Endless Love, elle impressionne le public et propulse sa carrière de chanteuse.
Son quatrième album EP Stages sort le 24 octobre 2008. En juillet 2011, elle sort son sixième album Take A Shine To... et en septembre, elle compose et enregistre la chanson thème de l'émission de radio More Spit Than Waves sur Commercial Radio 2.
En mars 2013, So In Love, sort chez Warner Records, et en août, sort le septième album Wanna Be. 

### Actrice
Koon joue également dans les séries dramatiques populaires de TVB, Revolving Door of Vengeance en 2005 et Survivor's Law II (en) en 2007. Dans Revolving Door of Vengeance, elle joue le rôle de Hoi Sum (qui signifie heureux en cantonais), une jeune fille insouciante et joyeuse. Dans Survivor's Law II, elle conquière de nouveau le public avec son personnage de Lily, l'avocate impertinente et élégante qui tient son rang dans la salle d'audience.
Outre les séries dramatiques, Koon est invitée à participer à plusieurs jeux télévisés de TVB et est l'animatrice de deux émissions de voyages culinaires avec des chefs renommés de Hong Kong. Son travail le plus récent avec Kelvin Pan (Pan Kai Tai) l'a propulsée au sommet de l'industrie du divertissement à Hong Kong.
I Do est le film dans lequel elle débute en 2000 et apparaît ensuite dans d'autres à partir de 2004. Elle joue le rôle de Merry dans le film de Clement Cheng Merry-go-round (2010) dans lequel son talent s'exprime parfaitement.

#### Télévision
En 2006, Koon participe au jeu télévisé Beauty Kitchen et remporte le titre de Hell's Kitchen God.

### Incident
En 2006, alors que Koon fait la promotion d'un événement organisé dans le cadre du festival de la mi-automne, elle est agressée sur scène par un homme, identifié par la suite comme étant Kalton Pan, un jeune homme de 22 ans. L'homme est immédiatement arrêté et condamné à neuf mois d'emprisonnement. Koon n'est pas blessée lors de l'incident et décide de ne pas poursuivre l'homme en justice. 

## Discographie
- Original (2004)
- Ellacadabra (2005)
- Lose Sanity (失常) (2006)
- Stages (2008)
- Being (2010)
- Take A Shine To... (2011)
- Wanna Be (2013)

## Filmographie

### Cinéma
- 2000 : I do : Michelle Chung
- 2004 : My Sweetie : Sea Ko
- 2005 : Crazy N' the City : ex petite amis de Chris
- 2005 : Drink-Drank-Drunk de Derek Yee : Yan Loh
- 2006 : The Shopaholics de Wai Ka-fai : Ding Ding-dong
- 2006 : Without Words (en) de Albert Mak : Snow Yip
- 2006 : Undercover Hidden Dragon : 36
- 2006 : The Heavenly Kings (en) de Daniel Wu : caméo, non créditée
- 2007 : Kidnap : Shirley
- 2007 : Muddy but Pure : White
- 2008 : Playboy Cops de Jingle Ma : policière
- 2009 : Look for a Star de Andrew Lau : Chihuahua
- 2009 : Short of Love (en) de James Yuen : secrétaire
- 2009 : Rebellion (2009) (en) de Herman Yau : policière sous couverture
- 2010 : Here Comes Fortune (en) de James Yuen
- 2010 : Just Another Pandora's Box (en) de Jeffrey Lau : Diao Chan
- 2010 : Perfect Wedding (en) de Barbara Wong Chun-chun (en)
- 2010 : Merry-Go-Round de Clement Cheng et Yan Yan Mak (en) : Merry / Young Eva
- 2016 : House of Wolves (en) de Vincent Kok Tak-chiu (en)

### Doublage
- 2006 : L'Âge de glace 2 de Carlos Saldanha : doublage en cantonnais
- 2007 : Arthur et les Minimoys de Luc Besson : doublage en cantonnais
- 2009 : L'Âge de glace 3 : Le Temps des dinosaures de Carlos Saldanha et Michael Thurmeier : doublage en cantonnais
- 2009 : La princesse et la grenouille de Ron Clements et John Musker : princesse Tiana (en cantonnais)[7]

### Drama
- 2004 : Sunshine Heartbeat (en) : docteur (guest star)
- 2005 : The Zone : Gigi
- 2005 : Medical Detectives : Suet
- 2005 : Revolving Doors of Vengeance (en) : Lee Hoi-sum
- 2006 : Love a Flame : Siu Fong
- 2007–2008 : Survivor's Law II (en) : Lily Suen
- 2008 : Dressage To Win (en) : caissière (guest star, épisode 2)
- 2008 : This is My Home : Yip Gong-on
- 2009 : Rooms to Let : Bee
- 2010 : Rooms to Let 2010 : Bee
- 2011 : Only You (2011) (en) : Siu Shuk-chu (introduite dans épisode 15)
- 2011 : Super Snoops (en) : Chow Kui-yeuk (introduite dans épisode 3)
- 2012 : Highs and Lows (en) : Ko Hei Suen